# Hiroshi Ōno
Hiroshi Ōno (大野 広司, Ōno Hiroshi), né en 1952 dans la préfecture d'Aichi, est un directeur artistique et superviseur des décors japonais.

## Biographie
Après avoir commencé sa carrière dans l'animation au sein du studio Kobayashi, Hiroshi Ōno co-fonde le studio Fuga en 1983 avec Toshiharu Mizutani et Hiromasa Ogura et en devient président en 1997 à la suite du départ de ses deux associés. Il a dirigé l'aspect artistique de nombreux films d'animation, notamment Kiki la petite sorcière de Hayao Miyazaki (1989), Lettre à Momo de Hiroyuki Okiura (2011), et Les Enfants loups, Ame et Yuki de Mamoru Hosoda (2012). Il remporte en 2013 le prix de la direction artistique au Tokyo Anime Award.

## Filmographie sélective
- 2015 : Miss Hokusai (百日紅 〜Miss HOKUSAI〜, Sarusuberi Miss Hokusai?) de Keiichi Hara